# Parachernes pulchellus
Parachernes pulchellus är en spindeldjursart som först beskrevs av Banks 1908.  Parachernes pulchellus ingår i släktet Parachernes och familjen blindklokrypare. Inga underarter finns listade i Catalogue of Life.